# Área metropolitana de Janesville
El Área Estadística Metropolitana de Janesville, WI MSA, como la denomina la Oficina de Administración y Presupuesto, es un Área Estadística Metropolitana centrada en la ciudad de Janesville, que solo abarca el condado de Rock en el estado de Wisconsin, Estados Unidos. Su población según el censo de 2010 es de 160.331 habitantes, convirtiéndola en la 246.º área metropolitana más poblada de los Estados Unidos.

## Comunidades
Ciudades, villas y pueblos
- Avon (pueblo)
- Beloit (pueblo)
- Beloit (ciudad)
- Bradford (pueblo)
- Brodhead (parcialmente) (ciudad)
- Center (pueblo)
- Clinton (pueblo)
- Clinton (villa)
- Edgerton (ciudad)
- Evansville (ciudad)
- Footville (villa)
- Fulton (pueblo)
- Harmony (pueblo)
- Janesville (ciudad)
- Janesville (pueblo)
- Johnspueblo (pueblo)
- La Prairie (pueblo)
- Lima (pueblo)
- Magnolia (pueblo)
- Milton (pueblo)
- Milton (ciudad)
- Newark (pueblo)
- Orfordville (villa)
- Plymouth (pueblo)
- Porter (pueblo)
- Rock (pueblo)
- Spring Valley (pueblo)
- Turtle (pueblo)
- Union (pueblo)

Lugares no incorporados
- Afton
- Avon
- Avalon
- Bergen
- Cooksville
- Crestview
- Emerald Grove
- Fulton
- Hanover
- Indianford
- Johnstown
- Johnstown Center
- Leyden
- Lima Center
- Magnolia
- Newark
- Newville
- Shopiere
- Tiffany
- Union